# Museum der Stadt Worms
Das Museum der Stadt Worms befindet sich im Gebäude des ehemaligen Andreasstifts. Das Gebäudeensemble mit Innenhof steht unter Denkmalschutz. Träger des Museums ist die rheinland-pfälzische Stadt Worms.

## Ausstellungen

### Dauerausstellung

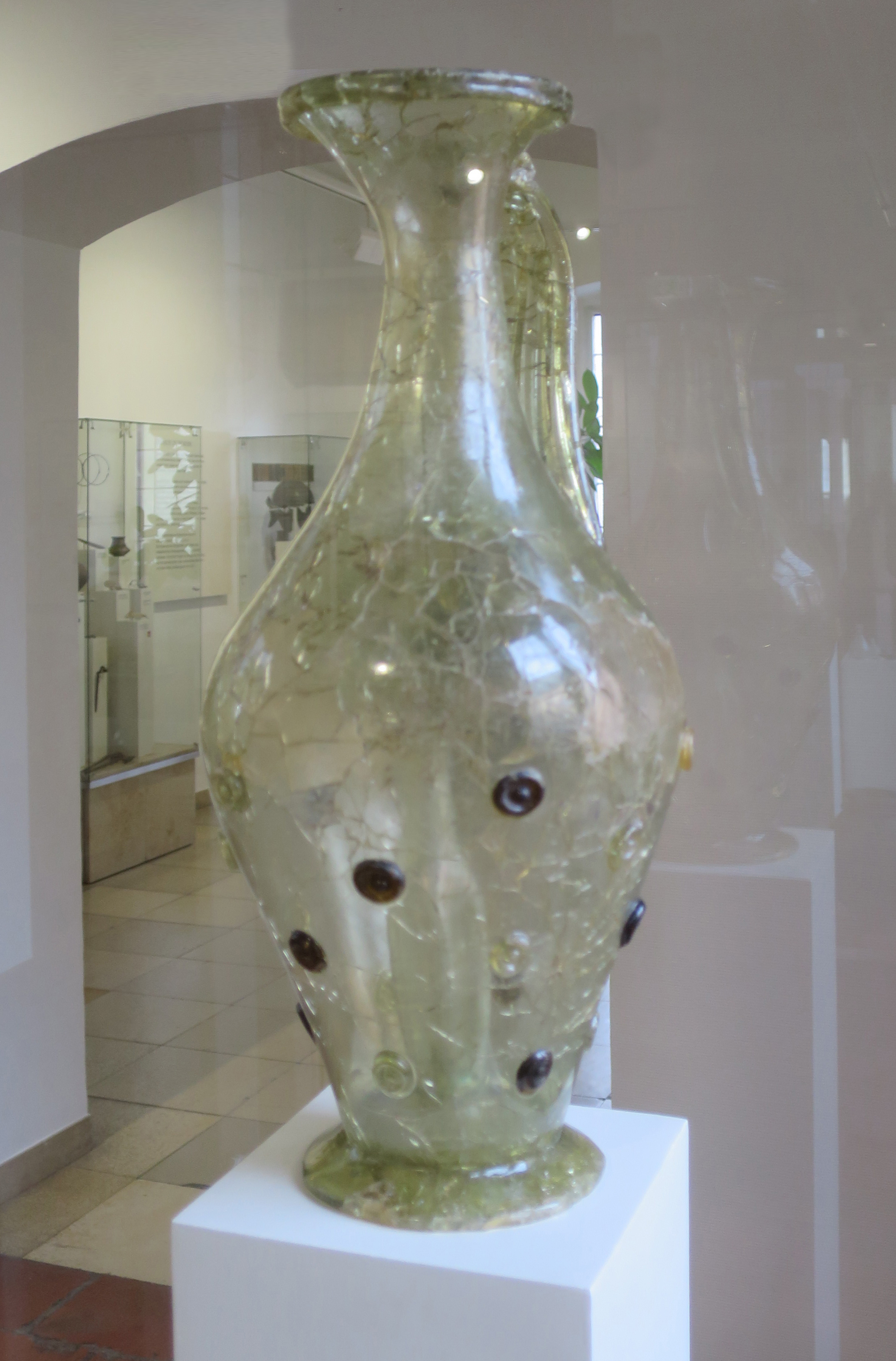
Römisches Glas: Krug im Krug

Neben wechselnden Sonderausstellungen mit unterschiedlichen Schwerpunkten, für die meist die ehemalige Andreaskirche genutzt wird, präsentiert das Museum in seiner Dauerausstellung im Erdgeschoss ein Modell der Stadt Worms im Jahr 1689 und die Abteilung zur Stadtgeschichte und im ersten Obergeschoss Grabungsfunde aus der Jungsteinzeit und der Bronzezeit sowie römerzeitliche Funde, unter anderem Altäre, Grabsteine, Geschirr und Krüge. Von besonderer Bedeutung ist die umfangreiche Sammlung römischer Gläser. Aus der Zeit der Völkerwanderung im 5. Jahrhundert n. Chr. werden frühchristliche Grabsteine und Grabbeigaben ausgestellt,  beispielsweise wiederhergestellte römische gläserne Becher. Das zweite Obergeschoss, mit den Ausstellungen "Zwischen Römerzeit und Karl dem Großen – Franken in Rheinhessen 500-700 n.Chr." und "Mittelalter und Neuzeit" sowie dem neu gestalteten Raum "Luther in Worms" ist seit Mai 2023 wieder geöffnet. Ein Lapidarium mit Grabsteinen und Sarkophagen von der Römerzeit bis zur Neuzeit befindet sich im ehemaligen Kreuzgang. Die Werke der zum Museum gehörenden „Städtischen Gemäldegalerie“ werden in Sonderausstellungen gezeigt.

### Sonderausstellungen
Die großen Sonderausstellungen des Museums greifen wichtige Zeitpunkte der Stadtgeschichte und wesentliche Fundkomplexe der Stadtarchäologie auf:
- 1971: Luther zur 450. Wiederkehr des Reichstags von 1521
- 1981: Das Nibelungenlied – Zeit und Bedeutung
- 1983: Eine feste Burg ist unser Gott zum 500. Geburtstag Martin Luthers
- 1989: … abgebrandt und Total ruinirt zur 300. Wiederkehr der Stadtzerstörung im Pfälzischen Erbfolgekrieg 1689
- 1990: Möge die Erde dir leicht sein: Funde des römischen Nordfriedhofs[5]
- 1995: Kaiser, Reich, Reformen anlässlich der 500. Wiederkehr des Reichstags von 1495
- 2000: Bischof Burchard (1000–1025) – 1000 Jahre Romanik in Worms
- 2006: Die frühen Kelten in Worms-Herrnsheim“ und „Die ersten Römer in Rheinhessen
- 2014: Der Künstler Gustav Nonnenmacher, multimedial unterstützt durch die „Nonnenmacher-App“[6]
- 2018: Zwischen Himmel und Erde – 1000 Jahre Wormser Dom
- 2021: Landesausstellung Hier stehe ich. Gewissen und Protest – 1521 bis 2021
- 2022: Spiel um die Macht – Von Canossa nach Worms
- 2023: Mythos Worms – Stadt/Geschichte/Sage

Kleinere Sonderausstellungen greifen regional bedeutsame Themen und solche der Alltags- und Zeitgeschichte auf, wie zum Beispiel die für 2016 vorgesehenen Ausstellungen „PARIS – BERLIN – WORMS. Schaufensterfiguren und Kaufhäuser im Wandel“ aus der Sammlung des Mannheimer Kulturwissenschaftlers Wolfgang Knapp und „Der Große Krieg im Kleinformat. Künstler sehen den Ersten Weltkrieg“ der Letter Stiftung mit Kleinreliefen von Ludwig Gies und graphischen Arbeiten weiterer Künstler.

## Geschichte

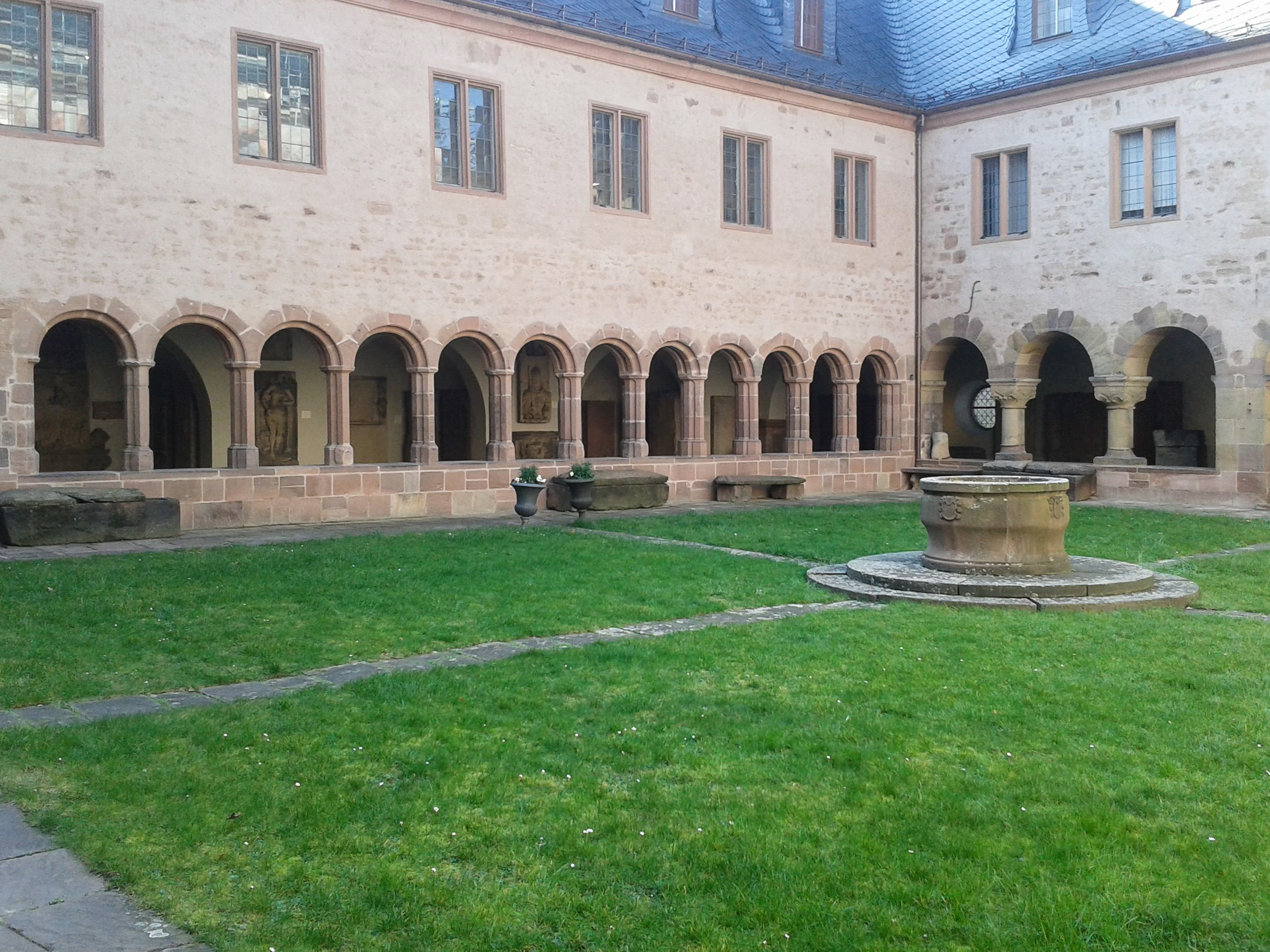
Im Kreuzgang um den Innenhof befindet sich ein Lapidarium mit Grabsteinen und Sarkophagen von der Römerzeit bis zur Neuzeit.

Das Museum befindet sich in einem denkmalgeschützten Gebäudeensemble, welches seinen Ursprung in dem im Jahr 1020 erbauten Kirchengebäude der ehemaligen Andreaskirche hat. Es wurde über die Jahrhunderte mehrfach und teilweise grundlegend verändert und wird der Spätromanik zugerechnet.
Im Jahr 1881 wurden historische Funde des Sanitätsrats Carl Koehl und des Unternehmers und Mäzens Maximilian von Heyl zunächst in der profanierten, dafür renovierten Pauluskirche gezeigt. Durch den Gymnasiallehrer und Historiker August Weckerling und den Sanitätsrat Koehl wurde die Entwicklung des Museums geprägt. In den 1920er Jahren gingen die Bestände in das Eigentum der Stadt über und es erfolgte unter der Leitung des Museumsdirektors Erich Grill ein Umzug in die ehemalige Andreaskirche, die in den Jahren 1927 bis 1929 umgebaut wurde. Am 1. Juli 1930, am Tag nach der Rheinlandbefreiung, wurde im Beisein des hessischen Staatspräsidenten Bernhard Adelung das Museum feierlich an seinem neuen Standort eröffnet, wo es bis heute besteht. Bei dem Standortwechsel geriet ein Teil der Ausstellungsstücke verloren.
1937 wurde in der Nazi-Aktion „Entartete Kunst“ aus der Städtischen Gemäldegalerie, deren Bestände sich heute im Museum der Stadt Worms befinden, zehn Werke von Johannes Greferath, Haymann (mutmaßlich Ernst Haymann; 1873–1947), Erich Heckel, Franz Hecker, Maria Hiller-Foell, Kozel (nicht identifiziert), Artur Ramsdorf und Kurt Schwerdtfeger beschlagnahmt und zerstört.
Im Zweiten Weltkrieg wurden die Museumsgebäude bei den Fliegerangriffen auf Worms schwer beschädigt. Das ausgelagerte Museumsinventar blieb weitgehend erhalten. Bereits 1947 standen die Räume des Museums wieder für eine Nutzung bereit, ab diesem Zeitpunkt befanden sich dort nicht nur die Ausstellungsstücke, die Museumsräume beherbergten fortan alle städtischen Kulturinstitute. Dies dauerte bis 1963, als die Stadtbibliothek, die städtischen Volksbüchereien, das Stadtarchiv und die Volkshochschule aus den beengten Räumen wieder auszogen. Das Andreasstift beherbergt seitdem wieder nur noch das Museum.
Die nach der Wiederherstellung der Gebäude erstellte Museumskonzeption hatte bis in die 1980er Jahre Bestand, als zunächst die römische und dann die vorgeschichtlich-bronzezeitliche Abteilung neu gestaltet wurden. In den 2000er Jahren folgten die Neukonzeptionen der mittelalterlichen und neuzeitlichen Abteilungen.
Zwischen 2007 und 2017 wurde die Gebäudehülle des Andreasstifts saniert. Im Anschluss daran wurden bis 2021 zwei Kreuzgangflügel errichtet.